# Ebelin Ortiz
Ebelin Francisca Cebelin Ortiz González (Lima, 5 de febrero de 1971) es una actriz, presentadora de televisión y cantante de música afroperuana.

## Biografía
Comenzó su carrera artística como burbujita en el elenco infantil de Yola Polastri. Fue pareja de Ricky Tosso.
En 1997, Ortiz condujo el reality musical Por Primera Vez, junto a Guillermo Villalobos, Tatiana Astengo, Paco Varela y Gabriel Anselmi por Panamericana Televisión.
Posteriormente participó en diversos montajes teatrales, además destacó en espectáculos de improvisación y unipersonales; y en las telenovelas: Leonela, muriendo de amor, Cosas del amor, Pobre diabla, Soledad y Eva del Edén.
En 2005, Ortiz condujo el programa familiar Nuestra casa por Frecuencia Latina.
En 2006, interpretó a la activista social María Elena Moyano en la miniserie Viento y arena, basada en la historia del distrito Villa El Salvador. Además, participó en la serie Esta sociedad.
En 2008, Ortiz participó en el reality Bailando por un sueño. Seguidamente, protagonizó la miniserie Magnolia Merino, basada en la vida pública de la conductora de televisión Magaly Medina, la cual fue muy criticada por los seguidores de Medina.
En 2009 debutó como cantante con Negra soy, un repertorio de música afroperuana que fue presentado por el Centro Cultural Negro Continuo, y lanzó su primer disco homónimo, de repertorio afroperuano. El mismo año concursó en el reality show de Gisela Valcárcel: El show de los sueños, donde obtuvo el cuarto puesto.
En 2010, condujo el programa Casi ángeles por Panamericana Televisión.
En 2011, actuó en la telenovela La Perricholi como Petronila.
Como parte del elenco de la obra Crónica de una muerte anunciada, Ortiz viajó a Colombia para presentar la obra en el XIII Festival Iberoamericano de Teatro de Bogotá, que se mostró del 30 de marzo al 2 de abril.
En 2012 actuó en el musical Hairspray como una de Las Dinamita, bajo la dirección de Juan Carlos Fisher. En televisión, participó en la telenovela La Tayson, corazón rebelde. De vuelta al teatro, participó en la obra de comedia musical Te odio amor mío, dirigida por Alberto Ísola.
En 2013 presenta el unipersonal Esa costilla frágil. Ortiz tiene uno de los roles principales en la película El evangelio de la carne.
En el año 2025, se estrenará la película "No te mueras por mí", donde Evelin interpreta a Violeta, una abogada encargada de defender a Emma.

## Participación política
En el ámbito político, Ortiz se inicia como candidata al Congreso de la República de la Alianza Perú Posible en las elecciones parlamentarias del 2011, sin embargo, no resultó elegida.
Para las elecciones municipales del 2018, postuló como regidora de la Municipalidad de Lima por el Partido Popular Cristiano sin éxito nuevamente. Luego, el 8 de septiembre del 2022, Ortiz fue convocada como accesitaria de la regidora Rosario Payet, quien renunció para participar en los comicios del 2022. Luego, fue parte de Primero La Gente.

## Filmografía

### Telenovelas y series
- Leonela, muriendo de amor (1997) como Rosa.
- Cosas del amor (1998) como Juanita.
- Pobre diabla (2000) como Norma.
- Soledad (2001) como La Caribeña.
- Teatro desde el teatro (2003-2006)
- Eva del Edén (2004) como María Angola.
- Viento y arena (2005) como María Elena Moyano.
- Esta sociedad (2006) como Rosaura.
- Esta sociedad 2 (2008) como Rosaura.
- La Pre (2008) como Lady Toro.
- La fuerza Fénix (2008) como Sonia.
- Magnolia Merino (2008-2009) como Magnolia Merino.
- La Perricholi (2011) como Petronila.
- La Tayson, corazón rebelde (2012) como Julieta.
- Solamente milagros (2013), Episodio Mujer o madre como Celeste.
- Goleadores (2014)
- El último bastión (2018)
- Súper Ada (2024) como Enriqueta «Quitita» Palomino Zúñiga (Rol principal).

### Programas
- Hola Yola (1980-1994)
- Por primera vez (1997)
- Nuestro negocio (2002)
- Nuestra casa (2005)
- Bailando por un sueño. Participante / 7° puesto (2008)
- El show de los sueños. Participante / 4° puesto (2009)
- Casi ángeles (2010)
- El artista del año (segunda temporada). Participante / 6° puesto.
- La máscara (2020), Participante.

### Películas
- Los herederos (2005)
- El evangelio de la carne (2013)
- Locos de amor 3 (2020)
- Chabuca (2024)

## Teatro
- La Capa, la Vaca y la Zapatilla (2005)
- 4x4: Cuentos a todo terreno (2007)
- Rebelión de los Chanchos (2007)
- Viga Bulla
- Recontrahamlet (2008)
- La Corporación (2008)
- Esa frágil costilla (2008)
- Amor sin amantes (2009)
- Esta obra es un desastre (2009)
- Amores de un siglo (2009)
- Jarana (2010)
- Los monólogos de la vagina (2010)
- Crónica de una muerte anunciada (2011-2012) como María Alejandrina Cervantes/Hermana de Bayardo San Román.
- Hairspray (2012) como Miembro de "Las Dinamita".
- Te odio amor mío (2012)
- Esa costilla frágil (2013), unipersonal.
- Qué me Pongo - Teatro Pirandello (2015)
- En el Barrio - Teatro Pirandello  (2016)
- Mamma Mia Teatro Peruano Japonés (2017)
- Querida,más que un musical - Teatro Canout (2022)